# Hünenburg auf dem Hahnenberg

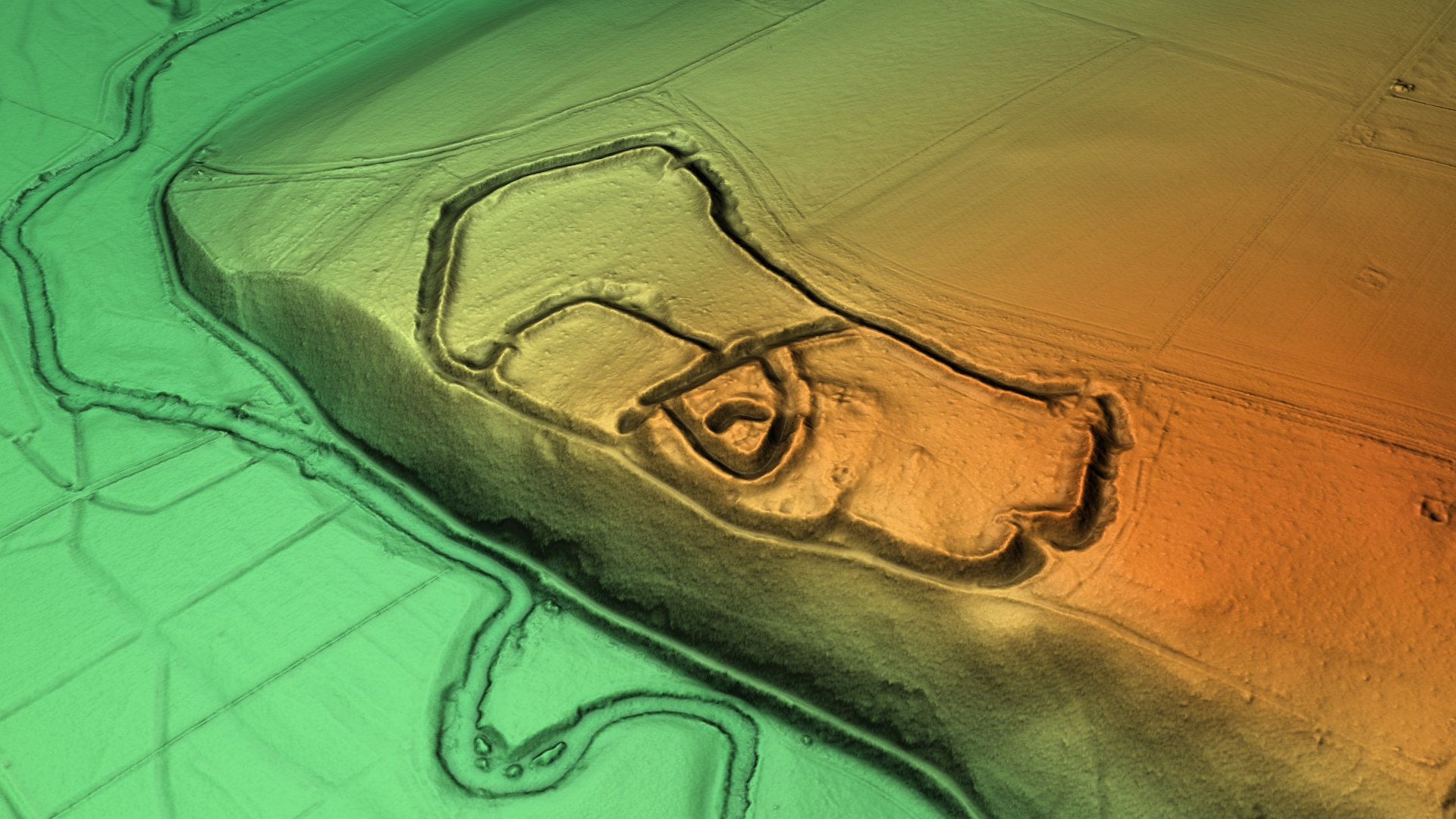
3D-Ansicht des digitalen Geländemodells

Die Hünenburg ist eine frühmittelalterliche Wallburg, gelegen zwischen Büren und Brenken im Kreis Paderborn in Nordrhein-Westfalen, Bundesrepublik Deutschland, die im 14. Jahrhundert neu ausgebaut wurde.

## Lage
Die Hünenburg liegt auf einem Ausläufer des Hahnenbergs über der östlichen Seite des Almetals. Die Straße von Büren nach Brenken verläuft etwa 400 m östlich.

## Beschreibung
Die Anlage der Höhenburg ist grob rechteckig, 350 m lang und 125–150 m breit. Die südwestliche Längsseite am Steilhang zur Alme ist nur leicht befestigt, während die anderen Seiten durch Wall und Graben gesichert sind. Ein weiterer Graben teilt die Anlage in zwei unterschiedlich große Bereiche. Entlang von Wall und teilendem Graben wurden Reste von Kalksteinmauern beobachtet.
In der südwestlichen Ecke des Nordteils der Anlage ist ein viereckiger Bereich von 60 × 70 m durch Wall und Graben, mit Tor im Nordwesten, abgetrennt. An der Südseite des die Anlage teilenden Grabens wird ein runder Bereich von 50 m Durchmesser durch einen Graben abgeteilt. Hier wurden verschiedene Grundmauern festgestellt, ohne dass sich ein klares Bild der Bebauung ergab. Keramikscherben dieser Zone sind dem 14. Jahrhundert zuzuordnen. Südlich dieser Abteilung wurde das Fundament eines runden Turmes festgestellt.
Die beiden Teile der Anlage waren durch 2 Kammertore zugänglich. Das nördliche befand sich in Nähe der Nordecke in der Nordostseite, das südliche in der südöstlichen Schmalseite. Die Torkammern waren aus Kalkstein errichtet. Ein Zugang bei der Ostecke ist modern.
Weitere Keramikfunde waren nicht zu datieren. Der angebliche Fund einer Bronzemünze des Nero auf dem Areal wird nicht in Zusammenhang mit der Befestigung gesehen.

## Außenanlage
Ein 90 m langer Wall mit Graben liegt 600 m südöstlich der Burg und soll dem Zweck gedient haben, die Straße von Büren nach Brenken sperren zu können. Eine mögliche Beziehung zur Hünenburg ist unklar.

## Geschichte
Die Burg wird schon 1326 als "castrum Huneborgh" bezeichnet, was auf eine frühere Entstehung hinweist. Aufgrund von Lage, Form und Größe der Anlage und den für karolingische und ottonische Zeit typischen Kammertoren wird sie in die genannte Zeit datiert.
Vor 1326 baute Bischof Bernhard V. von Paderborn die wohl aufgegebene Anlage neu aus. Es wird vermutet, dass dies der Durchsetzung der Landesherrschaft gegenüber der Herrschaft der Edelherren von Büren dienen sollte.
In einer Urkunde vom 24. Februar 1326 verglichen sich dann Bischof und Edelherren von Büren dahingehend, dass die Burg gemeinsam verteidigt werden soll. Hierauf wird die Zweiteilung der Burganlage zurückgeführt.
Da die Hünenburg nicht weiter erwähnt wird, wird von einer kurzen Nutzungsdauer ausgegangen.

## Heutige Nutzung
Das Gelände der Burg wird heute als Wald genutzt.